# Tage von Gerber
Tage Erland [Erhard i födelseboken] von Gerber, född 8 februari 1885 i Sölvesborg, död 9 juni 1966, var Ointroducerad Adels Förenings grundare år 1911 och redaktör för Sveriges ointroducerade adels kalender från 1912 till 1944. Han var ägare av Falla säteri i Östergötland och kapten i Kungl. Västgöta regementes reserv. Son till Axel Wilhelm von Gerber.
Han blev hedersledamot av Ointroducerad Adels Förening i 1960.